# جان بينوا
جان بينوا (بالفرنسية: Jean Benoît)‏ هو فنان ورسام فرنسي وكندي، ولد في 27 أغسطس 1922 في مدينة كيبك في كندا، وتوفي في 20 أغسطس 2010 في باريس في فرنسا.